# Theresa Bogard
Theresa Bogard (Laramie, Wyoming, ca. 1963) is een Amerikaans pianofortespeler.

## Levensloop
Bogard studeerde piano aan het Conservatorium van Sydney (Australië), aan de Universiteit van Colorado in Boulder en aan de Eastman School of Music. De belangstelling van Bogard strekt zich uit over historische uitvoeringspraktijk, hedendaagse muziek, kamermuziek en vrouwelijke componisten.
In 1988 kon ze met een Fulbrightbeurs gaan studeren bij Stanley Hoogland aan het Koninklijk Conservatorium in Den Haag.
In 1989 behaalde ze de vierde prijs in het internationaal pianoforteconcours, in het kader van het Festival Musica Antiqua in Brugge.
Bogard concerteerde, solo of met kamermuziekensembles, in de Verenigde Staten, Mexico, Nieuw-Zeeland, Australië, Oostenrijk, Bolivië, Korea, Indonesië, China en Brazilië. In juni 2000 was ze jurylid voor het Eerste internationaal pianoconcours in Saratov en ze was ook vaak jurylid in de Verenigde Staten.
Vanaf 1996 is Bogard zich gaan interesseren voor Balinese gamelanmuziek.
Ze is een bekende docente klavierinstrumenten geworden aan de Universiteit van Wyoming.

## Discografie
- Bogard heeft een platenopname gemaakt met muziek voor piano van Louise Talma (1906-1996).
- Met saxofonist Scott Turpen heeft ze twee platenopnamen gerealiseerd.
- Ze heeft ook muziek van Johann Nepomuk Hummel opgenomen, samen met de 'Red Cedar Chamber Music'.